# دورة ستيرلينغ
تعتبر دورة ستيرلينغ دورة تحريك حراري والتي تعبر عن المحركات التي تعمل بمبدأ ستيرلينغ بما يشمل محرك ستيرلينغ نفسه الذي تم اختراعه وتطويره في عام 1816 بواسطة روبرت ستيرلنغ بمساعدة أخيه الذي كان يعمل كمهندس آنذاك.
إن دورتي أوتو وديزل ليستا انعاكسيتين بشكل كامل وذلك بسبب تسرب الحرارة الذي يحدث خلال إجرائين إضافة الحرارة وطرد الحرارة الغير إنعاكسيين. والغير انعكاسية هنا تجعل الكفاءة الحرارية للدورتين السابقتين أقل من الكفاءة الحرارية لمحرك كارنوت إذا عمل في مدي درجات الحرارة نفسه.
إن دورة ستيرلنغ هي دورة معدلة من دورة كارنوت والتي تم تغيير الإجرائيين الذان يحدثان بثبات العشوائية بإجرائين آخرين يحدثان بثبات الحجم.
وتعتبر أيضًا دورة ستيرلينغ دورة انعكاسية وذلك يعنى أنه إذا تم إضافة طاقة ميكانيكية إلي الدورة فإنها ستعمل كمضخة حرارية للتسخين أو التبريد وحتى للتبريد العميق أو الشديد. كما تعد دورة مغلقة ويكون المائع الذي تعتمد عليه الدورة هو من النوع الغازي.
ونعني بالدورة المغلقة هنا أن المائع الذي يسري في الدورة دائمًا وأبداً يكون بداخل النظام الحراري ولا يخرج عنه.
ودورة ستيرلنغ مثل غيرها من معظم الدورات الحرارية تحتوي علي أربع إجراءات رئيسية: الانضغاط وإضافة الحرارة والتمدد وطرد الحرارة. وهذه الإجراءات ليست منفصلة بل تتداخل سويًا.#إن دورة ستيرلنغ موضوع مثير للغاية مما جعل الكثير من الخبراء لأكثر من 190 عامًا يتناولونه بالتحليل. ويستلزم معرفة كافية بعلم الديناميكا الحرارية لكي يتم وصف الدورة والتي عبر عنها الدكتور إسرائيل يوريلى كاتبًا «الدورات المثالية المختلفة (مثل دورة شميدت) لا نستطيع التحقق منها فيزيائيًا ولا معمليًا ولا حتى تمثيلها بدورة ستيرلينغ».

## الإجرائات

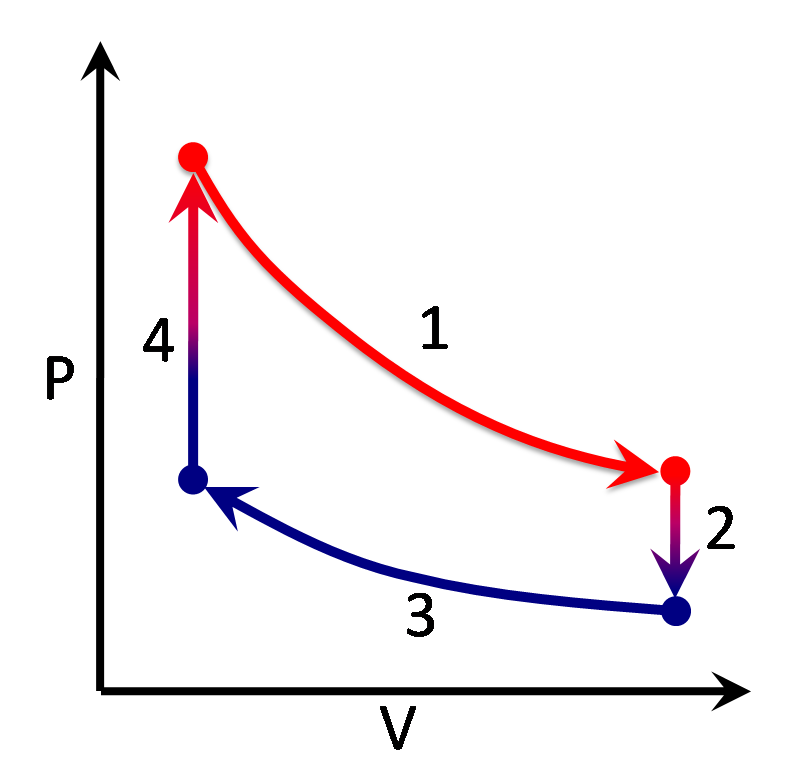
A مخطط الضغط والحجم لدورة ستيرلينغ المثالية في التطبيقات الحقيقية، وتكون الدورة في المخطط شبه بيضاوية.

تحتوى دورة ستيرلينع المثالية على أربع اجراءات تحريك حراري مختلفة والتي تحدث لمائع الدورة (في الشكل المقابل):
1. إجراء تمدد بثبوت الحرارة والذي يتم تسخين منطقة التمدد خارجياً.
2. إجراء طرد حرارة بثبوت الحجم , حيث يمر الغاز على مجدد والذي يبرد الغاز تدريجيًا أو يسحب من كمية من الحرارة ويتم استخدام تلك الحرارة عن طريق المجدد في الدورة التالية.
3. إجراء انضغاط بثبوت درجة الحرارة , حيث يتم تبريد منطقة الانضغاط خارجيًا.
4. إجراء إضافة حرارة بثبوت الحجم , حيث يتم تمرير تيارات الهواء المضغوط على المجدد والذي يستمد طاقة حرارية منه أثناء اتجاهه لمنطقة التمدد.

## تغير أوضاع المكبس داخل الدورة

نموذج لدورة ستيرلينغ بأربع أشواط

معظم كتب الديناميكا الحرارية تصف دورة دورة ستيرلنغ المبسطة بأنها تحتوي علي أربع اجراءات، وهذا ما يعرف بدورة ستيرلنغ المثالية، لأنها نموذج مثالى وليست واقعية.
نظريًا، فإن الدورة المثالية تُنتج شغل صافي مرتفع جداً. لكن نادراً ما يتم استخدامها في تطبيقات عملية، وذلك بسبب أن الدورات الأخرى أبسط في التصميم أو لأنها تقلل فجوات الأجهادات على المفاصل ونقاط التثبيت المختلفة في المحرك والمكونات الأخرى.
الدورة المثالية تسبب بعض المشاكل لأنها تسبب مثلاً تسارع مرتفع للمكبس أو الأسطوانة وأيضًا فقد في اللزوجة في المائع الساري ف الدورة.

## تغيرات الحجم داخل الدورة
في محركات بيتا وجاما عامة ما يكون اختلاف زاوية الطور في أوضاع المكبس المختلفة ليست بنفس اختلافها في التغيرات الواقعة على الحجم، بينما تكون في محرك ستيرلينغ ثابتة.

## رسم بياني للضغط مقابل الحجم
هذا النوع من الرسم البياني يستخدم لتوضيح كافة دورات الديناميكا الحرارية. والاختلاف الجيبي في الحجم تم تمثيله بشكل شبه بيضاوي في الشكل رقم 1 , بالمقارنة بالدورة المثالية، فإنه هذه الدورة تعتبر ممثلة بشكل أكثر واقعية من معظم محركات ستيرلينغ.
والنقاط الأربعة في الشكل تؤشرالى درجات زاوية المرفق.
الاجراءات الأربعة المختلفة موضحة في الرسم البياني كالآتى:
- من 180° إلى 270° : إجراء تمدد بثبوت الحرارة والذي يتم تسخين منطقة التمدد خارجياً.
- من 270° إلى 0° : إجراء طرد حرارة بثبوت الحجم , حيث يمر الغاز على مجدد والذي يبرد الغاز تدريجيًا أو يسحب من كمية من الحرارة ويتم استخدام تلك الحرارة عن طريق المجدد في الدورة التالية.
- من 0° إلى 90° : إجراء انضغاط بثبوت درجة الحرارة، حيث يتم تبريد منطقة الانضغاط خارجيًا.
- من 90° إلى 180° : إجراء إضافة حرارة بثبوت الحجم , حيث يتم تمرير تيارات الهواء المضغوط على المجدد والذي يستمد طاقة حرارية منه أثناء اتجاهه لمنطقة التمدد.

و باستنثاء محرك ستيرلنغ الصوتي، فإن جزيئات المائع لا تكمل السريان في الدورة بشكل كامل. لذلك تلك الطريقة غير قابلة لتحليل الدورة بشكل صحيح تمامًا. لكنها بشكل ما تعبر عما يحدث داخل الدورة أو كيف تعمل.

## حركة الجزيئات
في الشكل رقم 2 يوضح خطوط السريان والتي تعبر عن كيفية سريان الغاز داخل محرك ستيرلينغ الحقيقي.
الخطوط الرئسية الملونة تعبر عن الأحجام داخل المحرك.
من اليسار إلى اليمين:
1. اللون الأحمر الأول يعبر عن الحجم المزاح بواسطة المكبس، الثاني يعبر عن حجم الخلوص (هو حجم الاسطوانة المتبقى عندما يكون المكبس في أعلى نقطة وهو يمنع المكبس من ان يتلامس مع الجزء المسخِن الساخن)
2. الخط الأخضر الأول يعبر عن المسخن، والثاني يعبر عن المبرد.
3. الأزرق الأول يعبر عن حجم الخلوص البارد، الثاني يعبر عن الحجم المضغوط بواسطة مكبس الانضغاط.

| Figure 2 |

## انخفاض ضغط المبادل الحراري
انخفاضات الضغط المختلفة المبينة في الشكل رقم 3 تمت بسبب سريان المائع داخل المبادلات الحرارية
1. الخط الأحمر يمثل المسخِن.
2. الأخضر يمثل المجدد.
3. الأزرق يمثل المبِرد.

وليتم تصميم مبادل حراري بشكل صحيح فإنه يجب مراعاة انتقال الحرارة الذي يحدث مسببًا فقداً في الطاقة الحرارية.
ومفقايد السريان الموضحة هنا في الشكل منخفضة نسبيًا وبالكاد يتم رؤيتها في الصورة الآتية والتي توضح الاختلافات الكلية في الضغط خلال الدورة.

## الضغط مقابل زاوية المرفق
في الشكل رقم 4 يتم توضيح نتائج محاكاة لاتبادلية مع مبادل حراري غير مثالي. نلاحظ الانخفاض القليل في الضغطعبر المجدد بالمقارنة بالاختلاف الكلي في الضغط خلال الدورة.

## درجة الحرارة مقابل زاوية المرفق
في الشكل رقم 5 يوضح الخصائص اللاتبادلية لمبادل حراري حقيقي.
1. الخطوط المستقيمة تمثل درجات الحرارة للجزء الصلب من المبادل الحراري.
2. الخطوط المنحنية تمثل درجات حرارة الغاز من المساحات المعنية.

والتقلبات في درجات الحرارة للغاز تتم بسبب تأثيرات الانضغاط والتمدد في المحرك مع المبادل الحراري الغير مثالى والذي له مدي محدود في انتقال الحرارة.
عندما تحيد درجات حرارة الغاز أعلى أو أقل عن درجة حرارة المبادل الحراري تسبب فقدان حراري يسمى بـ«مفاقيد انتقال الحرارة» أو «مفاقيد ترددية», وتظل المبادلات الحرارية تعمل بشكل جيد ليسمح للدورة الحقيقية ليكون لها دور إيجابي حتي لوأن الكفائة الحرارية الحقيقة للنظام كاملًا تمثل نصف الكفائة الحرارية النظرية.

## تراكم الحرارة مقابل الشغل الناتج
يمثل الشكل رقم 6 رسمًا بيانيًا لمحرك ستيرلينغ من النوع ألفا، حيث يمثل حرف الـQ الطاقة الحرارية وحرف الـW الشغل الصادر. والخط ذو النقاط الزرقاء يمثل الشغل الناتج من الانضغاط، وخلال إجراء التمدد في الدورة يتم بذل بعض الشغل على مكبس الانضغاط والذي ينعكس بالحركة لأعلى في الاسطوانة
وفي نهاية الدورة فإن القيمة تكون سالبة مؤشرة إلى أن مكبس الانضغاط يحتاج لبذل شغل.
بينما الخط الازرق العادي يمثل سريان الحرارة من المبادل الحراري البارد للخارج.
ويجب ملاحظة أن الحرارة من المبِرد والشغل الناتج من مكبس الانضغاط لهما نفس كمية الطاقة وكما هو متوقع فإن المسخِن ومنطقة التمدد لهما مقدار موجب من سريان الطاقة. والخط ذو النقاط السوداء يمثل الشغل الصافى الناتج من الدورة، وعلى هذا المنوال نجد أن طاقة الدورة في النهاية تكون أعلى من البداية وهذا منطقي ليؤشر إلى أن المحرك الحراري يحول الطاقة الحرارية إلى شغل.